# Enicospilus perlatus
Enicospilus perlatus är en stekelart som beskrevs av Shestakov 1926. Enicospilus perlatus ingår i släktet Enicospilus och familjen brokparasitsteklar. Utöver nominatformen finns också underarten E. p. hebraicator.